# Testamenty Dwunastu Patriarchów
Testamenty Dwunastu Patriarchów – apokryficzna księga powstała prawdopodobnie około roku 150 p.n.e. w języku greckim w środowisku Żydów żyjących w diasporze (wskazuje się tu na Aleksandrię, lub Syrię, choć część uczonych jest skłonna uznać księgę za powstałą nie w diasporze, a w Palestynie).
Utwór naśladuje biblijny motyw pouczeń Jakuba skierowanych do jego synów. Księga składa się z testamentów 12 synów patriarchy Jakuba. Przed zbliżającą się śmiercią każdy z nich opisuje swoje życie i udziela wskazań swoim potomkom. W pouczeniach tych zawarte są fundamentalne cnoty i wady: rozwaga i mądrość, męstwo, zawiść itp. Tekst zachował się w dwóch redakcjach: obszernej i krótkiej.

## Treść księgi
- Testament Rubena – przestroga przed kobietami, które mogą sprowadzić grzech nieczystości.
- Testament Symeona – przestroga przed zazdrością i cudzołóstwem.
- Testament Lewiego – zachęta do przestrzegania prawa mojżeszowego.
- Testament Judy – przestroga przed nadużywaniem wina i pogonią za bogactwem.
- Testament Issachara – zachęta do uczciwości, wstrzemięźliwości i prostoty.
- Testament Zabulona – zachęta do miłości bliźniego, zapowiedź zmartwychwstania.
- Testament Dana – przestroga przed gniewem i kłamstwem, zachęta do miłości bliźniego.
- Testament Naftaliego – zachęta do przestrzegania prawa mojżeszowego.
- Testament Gada – przestroga przed nienawiścią.
- Testament Asera – zapowiedź grzechu i niewoli, obietnica zbawienia.
- Testament Józefa – zachęta do przebaczania i miłości bliźniego.
- Testament Beniamina – zapowiedź upadku Izraela, a następnie odbudowy Świątyni.

Utwór z greki na język staro-cerkiewno-słowiański został przełożony zapewne w X–XI w. Najczęściej księga wchodzi w skład Palei.